# Johan Hesselberg
Johan Gabriel Hesselberg, född 19 mars 1833 i Martebo församling, Gotlands län, död 5 december 1918 i Martebo församling, Gotlands län, var en svensk spelman och riksspelman. Han deltog vid Riksspelmansstämman på Skansen 1910.
Hesselberg vann förstapriset vid Spelmanstävling i Visby 1908.